# میتوایدا (ناحیه)
میتوایدا (به آلمانی: Landkreis Mittweida) یک ناحیه در آلمان است که در زاکسن واقع شده‌است. میتوایدا  ۱۳۶٬۶۸۴ نفر جمعیت دارد.